# Cireșu, Timiș
Cireșu este un sat în comuna Criciova din județul Timiș, Banat, România.

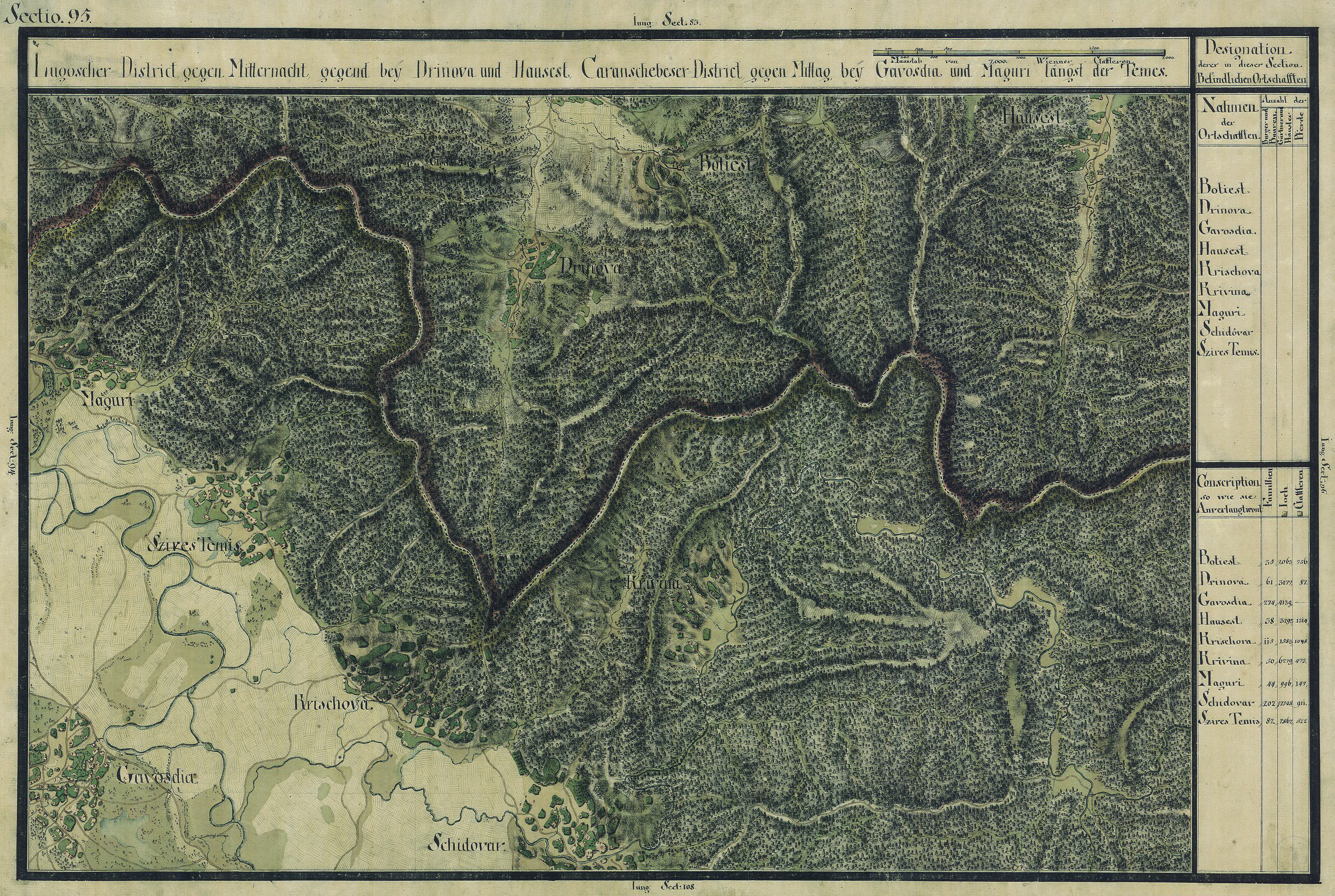
Cireşu în Harta Iosefină a Banatului, 1769-72